# Talne (stacja kolejowa)
Talne (ukr: Станція Тальне) – stacja kolejowa w miejscowości Talne, w obwodzie czerkaskim, na Ukrainie. Jest częścią Kolei Odeskiej. Znajduje się na linii Cwitkowe – Chrystyniwka.

## Linie kolejowe
- Cwitkowe – Chrystyniwka